# Lawrence Funderburke
Lawrence Damon Funderburke (Columbus, 15 dicembre 1970) è un ex cestista statunitense, professionista in Grecia, in Francia e nella NBA.

## Carriera
È stato selezionato dai Sacramento Kings al secondo giro del Draft NBA 1994 (51ª scelta assoluta).

## Statistiche

### College
| Anno      | Squadra             | PG | PT | MP   | TC%  | 3P%  | TL%  | RP  | AP  | PRP | SP  | PP   |
| --------- | ------------------- | -- | -- | ---- | ---- | ---- | ---- | --- | --- | --- | --- | ---- |
| 1989-1990 | Indiana Hoosiers    | 6  | 3  | 24,0 | 49,1 | -    | 51,9 | 6,7 | 1,3 | 0,2 | 1,0 | 11,7 |
| 1991-1992 | Ohio State Buckeyes | 23 | 13 | 29,0 | 54,8 | -    | 65,4 | 6,5 | 0,8 | 0,7 | 2,4 | 12,2 |
| 1992-1993 | Ohio State Buckeyes | 28 | 28 | 31,4 | 53,3 | 33,3 | 62,2 | 6,8 | 1,2 | 0,8 | 1,9 | 16,3 |
| 1993-1994 | Ohio State Buckeyes | 29 | 20 | 29,2 | 54,5 | 28,6 | 59,4 | 6,6 | 1,0 | 0,4 | 0,8 | 15,2 |
| Carriera  | Carriera            | 86 | 64 | 29,5 | 53,8 | 30,0 | 61,3 | 6,6 | 1,0 | 0,6 | 1,6 | 14,5 |

### NBA

#### Regular Season
| Anno      | Squadra          | PG  | PT | MP   | TC%  | 3P%  | TL%  | RP  | AP  | PRP | SP  | PP  |
| --------- | ---------------- | --- | -- | ---- | ---- | ---- | ---- | --- | --- | --- | --- | --- |
| 1997-1998 | Sacramento Kings | 52  | 1  | 21,0 | 49,0 | 14,3 | 67,9 | 4,5 | 1,2 | 0,4 | 0,3 | 9,5 |
| 1998-1999 | Sacramento Kings | 47  | 2  | 19,9 | 55,9 | 20,0 | 70,8 | 4,7 | 0,6 | 0,5 | 0,5 | 8,9 |
| 1999-2000 | Sacramento Kings | 75  | 1  | 13,7 | 52,3 | 0,0  | 70,6 | 3,1 | 0,4 | 0,4 | 0,3 | 6,4 |
| 2000-2001 | Sacramento Kings | 59  | 2  | 11,8 | 49,6 | -    | 62,3 | 3,3 | 0,3 | 0,2 | 0,2 | 4,9 |
| 2001-2002 | Sacramento Kings | 56  | 1  | 12,9 | 46,9 | 0,0  | 60,7 | 3,5 | 0,6 | 0,2 | 0,3 | 4,7 |
| 2002-2003 | Sacramento Kings | 27  | 0  | 8,5  | 44,4 | -    | 58,8 | 2,0 | 0,3 | 0,0 | 0,4 | 2,7 |
| 2004-2005 | Chicago Bulls    | 2   | 0  | 10,5 | 50,0 | -    | 60,0 | 1,5 | 0,0 | 0,0 | 0,0 | 4,5 |
| Carriera  | Carriera         | 318 | 7  | 14,9 | 50,6 | 11,8 | 67,5 | 3,6 | 0,6 | 0,3 | 0,3 | 6,4 |

#### Playoffs
| Anno     | Squadra          | PG | PT | MP   | TC%  | 3P% | TL%  | RP  | AP  | PRP | SP  | PP  |
| -------- | ---------------- | -- | -- | ---- | ---- | --- | ---- | --- | --- | --- | --- | --- |
| 1999     | Sacramento Kings | 3  | 0  | 10,3 | 41,7 | -   | -    | 1,3 | 0,3 | 1,0 | 0,0 | 3,3 |
| 2000     | Sacramento Kings | 4  | 0  | 8,5  | 44,4 | -   | 50,0 | 2,8 | 0,0 | 0,3 | 0,0 | 2,5 |
| 2001     | Sacramento Kings | 3  | 0  | 5,7  | 37,5 | -   | 100  | 2,0 | 0,0 | 0,7 | 0,7 | 2,3 |
| 2002     | Sacramento Kings | 5  | 0  | 4,0  | 66,7 | -   | 100  | 0,4 | 0,0 | 0,0 | 0,0 | 1,2 |
| 2003     | Sacramento Kings | 6  | 0  | 2,5  | 37,5 | -   | 75,0 | 1,3 | 0,0 | 0,0 | 0,0 | 1,5 |
| 2005     | Chicago Bulls    | 5  | 0  | 5,6  | 50,0 | -   | 50,0 | 0,6 | 0,2 | 0,0 | 0,0 | 0,6 |
| Carriera | Carriera         | 26 | 0  | 5,6  | 42,9 | -   | 69,2 | 1,3 | 0,1 | 0,2 | 0,1 | 1,7 |